# John Ljunggren
John Ljunggren (suec: John Artur Ljunggren)  (Forsheda, 9 de setembre de 1919 - 13 de gener de 2000) fou un atleta suec, especialista en marxa atlètica, que va competir entre les dècades de 1930 i 1960.
Durant la seva carrera esportiva va prendre part en cinc edicions dels Jocs Olímpics d'Estiu de manera consecutiva: el 1948, 1952, 1956, 1960 i 1964. Guanyà la medalla d'or en la cursa dels 50 quilòmetres marxa el 1948, la de bronze el 1956 i la de plata el 1960. En els 20 quilòmetres marxa destaca una quarta posició el 1952.
En el seu palmarès també destaquen dues medalles en la cursa dels 50 quilòmetres marxa al Campionat d'Europa d'atletisme, d'or el 1946 i de plata el 1950. Durant la seva carrera esportiva aconseguí sis rècords del món en curses entre les 20 milles i els 50 quilòmetres marxa i guanyà onze campionats nacionals.